# No Sports
No Sports is een Duitse skaband uit de regio Stuttgart.

## Bezetting
Oprichters
- D.M. Dollar[2] (zang, keyboards)
- Gerald (basgitaar)
- Wenne (drums)
- Flupp (gitaar)

## Geschiedenis
De band werd in september 1985 geformeerd door D.M. Dollar, Gerald, Wenne en Flupp, vier leden van de punkband Abenteuer unter Wasser. Reeds in december verliet Wenne de band. Als nieuwe leden kwamen T'Schelle, Turbo, Ev en Klaus. 
Tot 2002 doorliepen in totaal 27 muzikanten de band. Hun muziekrichting was aanvankelijk slechts klassieke ska, later ook met elementen uit hiphop, rap, raggamuffin en reggae. Hun grootste successen had de band met de songs King Kong, Stay Rude, Stay Rebel en Girlie, Girlie, waarop telkens een Duitse tournee resp. een uitgebreide Europese tournee met optredens in Italië, Frankrijk, Zwitserland, Duitsland, België, Nederland en Denemarken volgde. Tijdens internationale festivals trad de band samen met Laurel Aitkin op.
Sinds begin 2005 trad de band als Nu Sports weer op. In juli 2008 ging Nu Sports op tournee naar Japan. De band hield zich bezig met de weerstand tegen het spoor- en stedenbouwproject Stuttgart 21. In het kader van de demonstraties waren in 2010 meerdere optredens. Als voorband van hun idolen Madness namen de muzikanten op 5 juli 2012 afscheid van hun fans met een laatste concert naar aanleiding van de Jazzopen op het Stuttgarter slotplein.
Op 3 augustus 2013 trad de band in een nieuwe bezetting weer op als No Sports op het 34e Umsonst & Draußen in Stuttgart-Vaihingen.
Eind jaren 1980 en begin jaren 1990 behoorde No Sports met Skaos uit Krumbach, The Busters uit Wiesloch, The Braces uit Jülich, El Bosso & die Ping-Pongs uit Münster en Blechreis uit Berlijn tot de eerste wegbereiders van het Duitse ska-circuit, samen werkten ze talrijke concerten af.

## Discografie
- 1989: King Ska
- 1991: SUCCE$$FOOLS
- 1994: No Rules
- 1996: Essential Pieces In Timeless Styles
- 1998: Riddim Roots An' Culture

- Bovendien uitgebracht op diverse samplers van de reeks Ska, Ska Skandal van het label Pork Pie (Berlijn) en het label Unicorn Records (Londen) en talrijke single-publicaties uit de respectievelijk actuele albums, waaronder Girlie, Girlie, Coconut Girl, Turn it on enzovoorts.

Publicaties als NU SPORTS
- 2008: Bijdrage aan de benefiet-sampler Ska 21
- 2009: Life Kills